# Piper Saratoga
O Piper Saratoga é uma aeronave monomotor a pistão, de construção convencional em alumínio e ligas metálicas, com asas baixas, trem de pouso retrátil e  capacidade para transportar seis pessoas, que produzida nos Estados Unidos nas décadas de 1980 e 1990 pela Piper Aircraft, uma das maiores e mais tradicionais fabricantes de aeronaves leves a pistão do mundo.

## Criação e Desenvolvimento
Lançado originalmente como Piper Lance, é a versão de trem retrátil do Cherokee Six, que se tornou um dos modelos mais vendidos no mundo em sua categoria, com mais de 7 800 unidades comercializadas.
Uma parte dos conceitos utilizados na fabricação do Saratoga também é utilizada pela Piper na fabricação do bimotor a pistão Seneca, dividindo com ele portanto praticamente o mesmo design da cabine de passageiros. Neste contexto, a maior diferença está no nariz, enquanto o estabilizador horizontal é do mesmo conceito Stabilator do Seneca, em que o estabilizador horizontal é móvel e em uma só peça, atuando também como profundor.
O grandes sucesso de vendas das duas aeronaves pode ser explicados pelo cuidado da Piper em projetar aviões razoavelmente acessíveis, com custo de manutenção baixo e reduzido consumo de combustível.
As motorizações a pistão disponíveis para o Saratoga HP e Saratoga TC são os tradicionais e econômicos motores Textron Lycoming IO 540 aspirado (300 hp) e Textron Lycoming TIO 540 turbo (310 hp), consomem cerca de 80 e 85 litros de AVGAS (gasolina de aviação) por hora de voo, respectivamente, e o fabricante estabelece períodos de manutenção programada que inclui um overhaul (revisão completa) para cada duas mil horas de voo, o que segundo especialistas e operadores pode resultar num baixíssimo custo por hora de voo.

## No Brasil
O projeto do Piper Saratoga foi licenciado na década de 1980 para ser fabricado no Brasil pela Embraer e, posteriormente, para sua subsidiária Neiva, sendo rebatizado como Embraer EMB-721 "Sertanejo". Naquela época havia grande interesse do Governo Brasileiro em estimular a indústria aeronáutica brasileira e o transporte aéreo executivo no país. Como consequência do acordo, outros projetos da Piper também foram licenciados, incluindo o Embraer EMB-720 "Minuano" e o pequeno Embraer EMB-711 "Corisco", extremamente econômico.
O Sertanejo conseguiu se firmar por cerca de uma década no mercado brasileiro, com mais de duzentas unidades vendidas.

## Mercado
O Piper Saratoga é uma aeronave equipada com uma boa variedade de itens de navegação e conforto, incluindo ar-condicionado, o sistema de navegação EFIS (Electronic Flight Instrument System), Stormscope, GPS e TCAS.
Os principais concorrentes do Piper Saratoga são o Beechcraft Bonanza e Cessna 206 Station Air, fabricados também nos Estados Unidos pela Beechcraft Corporation e pela Cessna Aircraft, respectivamente, atualmente empresas de propriedade da holding americana Textron Company.
Os quatro assentos traseiros em couro para passageiros do Piper Saratoga são dispostos no modo club seating e o quinto assento ao lado do piloto da aeronave completa o conjunto, totalizando seis assentos e mais um pequeno refrigerador para bebidas.
Pela capacidade de pousar e decolar em pistas sem pavimentação, o Piper Saratoga é utilizado por muitos agropecuaristas de vários países como meio de transporte para visitas as suas fazendas e também por empresários e executivos para visitas a empresas, fornecedores e revendedores.

## Ficha técnica
Saratoga II HP (aspirado)
- Pista de pouso: Aprox. 1 000 metros (lotado / dias quentes / tanques cheios);
- Velocidade de cruzeiro: Aprox. 310 km / h;
- Motorização (potência): Lycoming IO 540 aspirado (300 hp);
- Teto de serviço: Aprox. 5 000 metros;
- Capacidade: 1 piloto e 5 passageiros;
- Comprimento: Aprox. 8,5 metros;
- Peso máximo decolagem: Aprox. 1 630 kg;
- Alcance: Aprox. 1.200 quilômetros (lotado / 75% potência / com reservas);
- Consumo médio (AVGAS): Aprox. 80 litros / hora (lotado / 75% potência);
- Consumo médio (AVGAS): Aprox. 0,05 litro / passageiro / km voado;

Saratoga II TC (turbo)
- Motorização (potência): Lycoming TIO-540 AH1A turbocharge (300 hp);
- Comprimento: Aprox. 8,5 metros;
- Pista de pouso: Aprox. 1 000 metros (lotado / dias quentes / tanques cheios);
- Peso máximo decolagem: Aprox. 1.630 kg;
- Alcance: Aprox. 1.300 quilômetros (lotado / 75% potência / com reservas);
- Consumo médio (AVGAS): Aprox. 85 litros / hora (lotado / 75% potência);
- Consumo médio (AVGAS): Aprox. 0,05 litro / passageiro / km voado;
- Capacidade: 1 piloto e 5 passageiros;
- Velocidade de cruzeiro: Aprox. 340 km / h;
- Teto de serviço: Aprox. 6 000 metros;